# ORF 1
 (mars 2023).
Si vous disposez d'ouvrages ou d'articles de référence ou si vous connaissez des sites web de qualité traitant du thème abordé ici, merci de compléter l'article en donnant les références utiles à sa vérifiabilité et en les liant à la section « Notes et références ».
ORF 1 est une chaîne de télévision généraliste autrichienne de service public, qui succède à FS1 en octobre 1992, et fait partie du groupe Österreichischer Rundfunk (ORF).
ORF 1 diffuse surtout des films de cinéma et des séries télévisées, ainsi que des retransmissions d'événements sportifs destinés à une large audience (football, formule 1, ski).

## Histoire de la chaîne
Après quelques expériences de télévision en octobre 1954, les premières émissions expérimentales débutent à Vienne XII, où le premier studio est aménagé en mai 1955. Le 1er août, un programme expérimental régulier est diffusé quelques jours par semaine sur les émetteurs de Vienne-Kahlenberg, Linz-Freinberg et Graz-Schöckl.
Le 27 janvier 1956, a lieu la première émission en Eurovision en provenance d'Autriche. Les émissions régulières débutent le 1er janvier 1957 six jours par semaine, et le premier film est diffusé le 18 novembre.
La télévision, qui passe de 50 000 à 100 000 téléspectateurs dans l'année, ouvre son antenne à la publicité dès le 1er janvier 1959 et émet tous les jours de la semaine dès octobre. Le 4 mars 1964, elle commence à rediffuser toutes les semaines le programme du soir deux fois dans la matinée.

### La couleur
Les premiers tests d'introduction de la couleur avec le système PAL débutent sur le réseau autrichien de télévision fin décembre 1965 pour s'achever enfin le 1er janvier 1969 par la diffusion des programmes en couleur et par l'inauguration des programmes autrichiens en couleur et pour commencer par la retransmission en couleur du concert du nouvel an repris par l'Intervision et l'Eurovision.
Le 27 octobre 1992, FS1 est rebaptisée « ORF 1 ». 
À partir du 8 janvier 2011, ORF 1 devient « ORF eins » et modifie son identité visuelle visible jusqu'au 26 avril 2019, date à laquelle elle redevient ORF 1.

## Identité visuelle

### Logos

Logo ORF 1 d'octobre 2000 à août 2005
Logo de ORF 1 d'octobre 1992 à octobre 2000, puis d'août 2005 au 8 janvier 2011
Logo de ORF eins du 8 janvier 2011 au 26 avril 2019
Logo de ORF 1 depuis le 26 avril 2019

HD

Logo de ORF 1 HD du 2 juin 2008 au 8 janvier 2011
Logo de ORF eins HD du 8 janvier 2011 au 26 avril 2019

## Organisation

### Dirigeants
Directeurs généraux :
- Josef Scheidl : 1960-1967
- Gerd Bacher : 1967-1974
- Otto Oberhammer : 1974-1978
- Gerd Bacher : 1978-1986
- Thaddäus Podgorski : 1986-1990
- Gerd Bacher : 1990-1994
- Gerhard Zeiler : 1994-1998
- Gerhard Weis : 1998-2001
- Monika Lindner : 2002 - 31/12/2006
- Alexander Wrabetz : depuis le 1er janvier 2007

Directeurs des programmes :
- Gerhard Freund : 11/12/1957 - 04/04/1967
- Helmut Zilk : 04/04/1967 - 1974
- Wolfgang Lorenz

Directeur de l'information :
- Elmar Oberhauser

### Capital
ORF 1 appartient à 100 % à l'Österreichischer Rundfunk (ORF).